# 시마 다쿠미
시마 다쿠미(일본어: 島 卓視, 1967년 10월 3일 ~ )는 일본의 전 축구 선수이다.

## 구단 경력
1986년 일본 사커 리그의 마쓰다(산프레체 히로시마)에 입단했다. 1994년에 J리그 준우승. 1995년후 현역 은퇴.